# Callopistes
Callopistes is een geslacht van hagedissen die behoren tot de familie tejuhagedissen (Teiidae).

## Naam en indeling
De groep werd voor het eerst wetenschappelijk beschreven door Johann Ludwig Christian Gravenhorst in 1838. De hagedissen worden soms tot een aparte onderfamilie gerekend; Callopistinae. De meeste biologen plaatsen het geslacht echter in de onderfamilie Tupinambinae.

## Uiterlijke kenmerken
De varaanteju kan vrij groot worden en een totale lichaamslengte bereiken van ongeveer een meter. De Chileense teju blijft ongeveer de helft kleiner. Met name de varaanteju lijkt sterk op een varaan vanwege de grootte en lichaamsvorm.
De lichaamskleur is bruin en op de flanken en rug zijn rijen donkere, lichter omzoomde vlekken aanwezig. De mannetjes hebben in de paartijd een oranje kleur aan de keel en de buik.

## Verspreiding en habitat
Er zijn twee soorten die voorkomen in delen van Zuid-Amerika en leven in de landen Chili, Ecuador en Peru. Beide soorten zijn bodembewoners die leven in bossen. Op het menu staan niet alleen ongewervelden maar ook kleine gewervelde dieren.

## Soortenlijst
| Soorten uit het geslacht Callopistes    | Soorten uit het geslacht Callopistes | Soorten uit het geslacht Callopistes |
| --------------------------------------- | ------------------------------------ | ------------------------------------ |
| Naam                                    | Auteur                               | Verspreidingsgebied                  |
| Varaanteju (Callopistes flavipunctatus) | Duméril & Bibron, 1839               | Ecuador, Peru                        |
| Chileense teju (Callopistes maculatus)  | Gravenhorst, 1838                    | Chili                                |